# Cajnkar
Cajnkar je priimek v Sloveniji, ki ga je po podatkih Statističnega urada Republike Slovenije na dan 1. januarja 2010 uporabljalo 54 oseb in je med vsemi priimki po pogostosti uporabe uvrščen na 7.118. mesto.

## Znani nosilci priimka
- Jakob Canjkar (1847—1934), župnik v Središču ob Dravi
- Stanko Cajnkar (1900—1977), pisatelj, urednik, teolog (profesor in dekan Teološke fakultete)